# دیوید گیونتولی
دیوید گیونتولی (متولد ۱۸ ژوئن ۱۹۸۰) یک بازیگر آمریکایی است. او به خاطر بازی در نقش کارآگاه نیک در سریال گریم از شبکه ان بی سی به اوج شهرت رسید. وی در سال۲۰۱۷ با بیتسی تالوک بازیگر آمریکایی ازدواج کرد.وی اکنون صاحب ۱ فرزند دختر است

## زندگینامه
دیوید گیونتولی متولد ۱۸ ژوئن ۱۹۸۰ یک بازیگر آمریکایی است. به خاطر بازی در نقش کاراگاه نیک برکارد در سریال گریم از شبکه ان بی سی به شهرت رسید.در میلواکی ویسکونسین به دنیا آمد و در حومه شهر سنت لوئیس بزرگ شد.گیونتولی از مری و دیوید در میلواکی ویسکانسین به دنیا آمد. پدرش ایتالیایی و مادرش آلمانی مجارستانی بود. او در هانتلی، در حومه سنت لوئیس، میسوری بزرگ شد. وی تاکید میکند در دوران کودکی چندان ورزشکار نبوده است. در یک مصاحبه تلفنی هالیوود گیونتولی اظهار داشت:من تا زمانی که دانش آموز سال دوم دبیرستان بودم قدم سه فوت کوتاه تر از حال حاضر بود.ولی اندازه سر و بدنم مثل الان بود. کمی بی دست و پا بودم.در دبیرستان شروع به تغییر کردم.پس از فارغ التحصیلی از دبیرستان دانشگاه سنت لوئیس در سال ۱۹۹۸، او با حضور در دانشگاه ایندیانا بلومینگتون، مدرک لیسانس خود را کسب و کار بین الملل و امور مالی در سال ۲۰۰۲ کسب نمود. گیونتولی پس از اتمام دوره دانشگاهی اش به سنت لوئیس بازگشت. با این حال او دلش میخواست که سرگرم کننده باشد تا حرفه ای در امور مالی داشته باشد، چیزی که خانواده اش اوایل متوجه آن گردیدند که از خنداندن مردم در سنین جوانی لذت میبرد. ارتباط مجدد وی با معلم تئاتر مدرسه، او به صورت محلی شروع به گذراندن درسهای بازیگری نمود.

## زندگی حرفه ای
اولین فرصت کاری خود را در سال 2003 بدست آورد زمانیکه توسط تیم استعداد یابی برای MTV کشف گردید و در مجموعه سریال واقعی قوانین جاده اقیانوس آرام جنوبی به ایفای نقش پرداخت.سه ماه ماجراجویی در اقیانوس آرام جنوبی، و حضورش در فصل هفتم از دنیای واقعی / چالش قوانین جاده ای منبعی فراهم نمود تا با آن بدهی دانشگاه خود را پرداخت نماید و علاوه بر آن تصمیم او برای رفتن بدنبال حرفه بازیگری بعنوان یک کار تمام وقت بیشتر قوت گرفت.
در سال 2007، او به لس آنجلس نقل مکان کرد تا بیشتر به حرفه بازیگری بپردازد.در آنجا تحت نظر کارگردان و استاد بازیگری کریس فیلدز آموزش دید، پیش از آنکه به کمپانی تئاتر اکو بپیوندد.وی در سریال ها و فیلم های بسیاری به عنوان هنر پیشه مهمان بازی کرد،که از آن جمله میتوان به زخم زبان / پهلو، مریخ ورونیک، آناتومی گری، نجوا کن شبح، ممتاز، بدون هیچ ردی، و پرونده سرد در این میان اشاره کرد. گیونتولی همچنین برای ایفای مجدد نقش سوپرمن مرد پولادین در نظر گرفته شد، اما در نهایت از هنری کویل بازیگر انگلیسی شکست خورد، بزرگترین نقشش تا به امروز در تلویزیون سریال گریم GRIMM بود، که برای اولین بار در اکتبر سال 2011 نمایش داده شد. علاوه بر کار خود در گریم، گیونتولی در سال 2012 در فیلم کارولین و جک بعنوان نقش مکمل به ایفای نقش پرداخت.

## زندگی شخصی
گیونتولی در حال حاضر در پورتلند، ایالت اورگان کار و زندگی میکند، جایی که گریم درآن فیلم برداری شد.او اغلب به دوچرخه سواری میپردازد. در طول یک دوره استراحت در سال 2012 در تولید گریم، گیونتولی از پرورشگاه فیل ها در کنیا بازدید نمود و یکی از آنها را به سرپرستی گرفت. گیونتولی با بازیگر سابق بیتسی تالوک همبازی اش در نقش ژولیت/ایو در سریال گریم در سال 2014 ازدواج کرد و صاحب فرزند شد.
او بسیار علاقه به طرفداران ایرانی خود داشت و به گفته خودش یکی از حسرت هایش سفر نکردن به ایران است.